# Giuseppe Occhialini

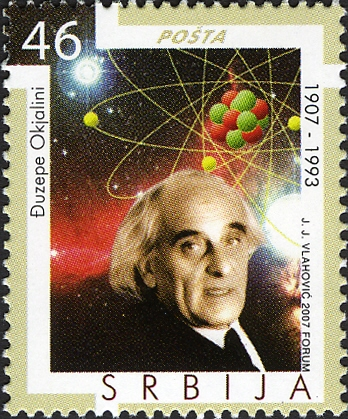
Selo sérvio de 2007 em homenagem a Giuseppe Occhialini

Giuseppe Paolo Stanislao Occhialini (Fossombrone, 5 de dezembro de 1907 — Paris, 30 de dezembro de 1993) foi um físico italiano.
Conhecido por suas contribuições em física de raios cósmicos, foi um dos pioneiros da Faculdade de Filosofia, Letras e Ciências Humanas da Universidade de São Paulo (FFCL) junto ao físico Gleb Wataghin. Foi membro importante do grupo que veio a descobrir o píon (ou méson pi) em 1947 junto a Cecil Frank Powell e César Lattes.

## Vida
Graduou-se em física pela Universidade de Florença, em 1929. Foi casado com a física britânica Constance Charlotte Dilworth (1924-2004). Coincidentemente, Giuseppe (Beppo) Occhiliani morreu em 30 de dezembro de 1993, poucas semanas depois da morte de Bruno Rossi e poucos meses após a morte de Bruno Pontecorvo, três dos maiores físicos italianos de uma geração cultural. 

## Vida acadêmica
Beppo, como era conhecido, passou anos importantes para a sua formação em Florença no grupo de jovens cientistas. Aos 24 anos trabalhou no Laboratório Cavendish em Cambridge (Inglaterra), sob a supervisão de Patrick Blackett para estudar a técnica da câmara de ionização (Wilson), que foi aperfeiçoada por ele, consistindo, esse aperfeiçoamento, no que hoje é conhecido como câmara de Wilson gatilhada, que era um sistema que disparava a câmara apenas quando uma partícula a tivesse atravessado efetivamente, o que aumentou enormemente o seu rendimento, já que, antes, a câmara era disparada aleatoriamente na esperança de que alguma partícula estivesse ali por acaso, e raramente registrava algo. 
A famosa ilustração do electromagnetismo publicada em 1933 foi obtida com esse invento. No trabalho proporcionou uma confirmação da existência do pósitron do qual, pouco antes, Anderson havia anunciado a descoberta.
Beppo voltou para Florença em 1934, mas pelo opressivo clima político, em 1937 aceitou um posto de professor e foi para a Universidade de São Paulo, no Brasil. Convidado por Gleb Wataghin que, com alguns estudantes, deu inicio a um programa de pesquisas sobre raios cósmicos. 
Com a entrada do Brasil na Segunda Guerra Mundial em agosto de 1942, Beppo foi considerado “inimigo”, precisando deixar sua posição e se refugiar por um tempo nas montanhas de Itatiaia. Nesse período, atuando como meteorologista e guia, escreveu um guia sobre alpinismo para aquela região (ele foi um alpinista experiente). Depois do armistício italiano em setembro de 1943, ministrou curso sobre raios X na USP e se tornou hóspede de Carlos Chagas, permanecendo um ano no Laboratório de Biofísica do Rio de Janeiro onde Chagas era diretor, antes de volta para a Europa.
No fim de 1944 foi para o Laboratório H. H. Wills em Bristol (Inglaterra), chefiado por Cecil Frank Powell. Lá, usando uma nova abordagem das emulsões para a detecção de partículas elementares, contribuiu para o descobrimento do méson pi (ou píon), no início de 1947. Em 1948 Occhialini foi para a Universidade de Bruxelas. 
Em 1950, tornou-se professor da Universidade de Gênova e dois anos depois mudou-se para Milão, onde trabalhou até o fim de sua vida acadêmica. Grupos de pesquisas foram fundados nesses locais sob sua liderança obtendo uma grande produção científica. 
O retorno de Occhialini foi extremamente importante para o renascimento da física na Itália. Como um dos grandes especialistas mundiais na técnica das emulsões de traços nucleares (chapas fotográficas especiais), usada na física nuclear. As emulsões eram ferramentas baratas e as pesquisas de alguns laboratórios italianos puderam ser fartamente abastecidas pelo INFN. Esses laboratórios puderam contribuir significativamente para vários empreendimentos internacionais. Através da técnica das emulsões várias outras partículas subatômicas foram descobertas na radiação cósmica ou em aceleradores, além do méson pi.
Quando as emulsões foram substituídas por outras técnicas, Beppo dirigiu sua atenção para física espacial. Nesse campo ele passou o ano de 1960 como professor visitante no Instituto de Tecnologia de Massachusetts (MIT) com seu mentor Bruno Rossi. 
Beppo, junto com Edoardo Amaldi e outros, teve um  papel crucial no início da Organização de Pesquisa Espacial Européia, e outorgando impulso ao programa cientifico maior que a da atual Agência Espacial Européia. Ele foi  fundador do projeto COS-B, que forneceu o primeiro mapa do céu em raios gama.
A Sociedade Física Europeia recebeu Occhialini em 1993 (no seu 25° aniversário) como um de seus Membros honorários. Giuseppe Occhialini recebeu o Prêmio Wolf de Física por suas contribuições e descobertas. Tornou-se um associado da Royal Society, foi eleito para a Academia dei Lincei e participou de muitas outras sociedades importantes. 
A influência de Beppo foi fundamental para que o cientista brasileiro César Lattes se decidisse pela física experimental, depois de um breve início como teórico. César Lattes foi seu aluno na Universidade de São Paulo no início da década de 1940. A convite de Occhialini, foi para a Universidade de Bristol logo depois do fim da Segunda Guerra Mundial, e lá a equipe do Laboratório H. H. Wills, chefiada por Cecil Powell, detectou, no início de 1947, o méson pi (ou píon).

## Reconhecimento
- Em 1996, a Agência Espacial Italiana lançou um satélite científico para estudar emissões de raios X provenientes de objetos celestes, que foi denominado BeppoSAX em homenagem a Occhialini.[2]

- Em comemoração ao centenário do nascimento de Giuseppe Occhialini, em 5 de dezembro de 2007, o Departamento de Comunicação do Instituto Nacional de Astrofísica (INAF) da Itália produziu a exposição “Giuseppe Occhialini, um cientista dedicado à descoberta do universo invisível”, e um minidocumentário. O CBPF comemorou o centenário de Beppo no final do ano.

- Participou da 8ª Conferência de Solvay.